# Tyus Jones
Tyus Robert Jones (Burnsville, 10 maggio 1996) è un cestista statunitense, di ruolo playmaker, professionista in NBA con gli Orlando Magic.

## Carriera

### NBA (2015-)

#### Minnesota Timberwolves (2015-2019)
È stato scelto con la 24ª chiamata assoluta dai Cleveland Cavaliers al Draft NBA 2015, che la sera stessa cedettero via trade i diritti su di lui ai Minnesota Timberwolves: ai Cavs andarono le 2 scelte al Draft 2015 dei T'Wolves, ovvero Cedi Osman e Rakeem Christmas (quest'ultimo la sera stessa è stato ceduto dai Cavs agli Indiana Pacers), e una seconda scelta al Draft NBA 2019. L'8 Luglio 2015 firmò con i Timberwolves, andando così a giocare nella squadra del suo Stato in quanto lui è nativo di Burnsville, città del Minnesota. Nella sua prima stagione con i T'Wolves Jones giocò solamente 37 partite, di cui nessuna da titolare, e venne assegnato in più occasioni agli Idaho Stampede in D-League.
Nella stagione successiva Jones, nonostante la concorrenza sempre di Ricky Rubio (titolare da anni dei lupi) e del rookie preso alla 5ª scelta al Draft 2016 dai Timberwolves Kris Dunn, giocò molte più partite (23 in più), ma senza mai partire titolare.
Il 13 aprile 2017 realizzò il proprio career-high di punti segnandone 17 nella sconfitta in trasferta per 123-118 contro gli Houston Rockets in quella che fu la gara conclusiva della stagione dei T'Wolves che non si qualificarono ai play-off in quanto arrivarono nuovamente 13esimi con 31 vittorie e 51 sconfitte.
Il 26 novembre 2017 giocò per la prima volta da titolare con gli Wolves, nella gara vinta in casa per 119-108 contro i Phoenix Suns in cui raggiunse anche il suo career-high di palle rubate rubandone 7.

#### Memphis Grizzlies (2019-)
L'11 luglio 2019 firmò con i Memphis Grizzlies.

## Statistiche
| † | Denota le stagioni in cui ha vinto il titolo |

### NCAA
| Anno       | Squadra          | PG | PT | MP   | TC%  | 3P%  | TL%  | RP  | AP  | PRP | SP  | PP   |
| ---------- | ---------------- | -- | -- | ---- | ---- | ---- | ---- | --- | --- | --- | --- | ---- |
| 2014-2015† | Duke Blue Devils | 39 | 39 | 33,9 | 41,7 | 37,9 | 88,9 | 3,5 | 5,6 | 1,5 | 0,1 | 11,8 |
| Carriera   | Carriera         | 39 | 39 | 33,9 | 41,7 | 37,9 | 88,9 | 3,5 | 5,6 | 1,5 | 0,1 | 11,8 |

#### Massimi in carriera
- Massimo di punti: 24 vs North Carolina-Chapel Hill (7 marzo 2015)[8]
- Massimo di rimbalzi: 7 vs North Carolina-Chapel Hill (18 febbraio 2015)
- Massimo di assist: 12 vs Florida State (9 febbraio 2015)
- Massimo di palle rubate: 4 (2 volte)
- Massimo di stoppate: 1 (3 volte)
- Massimo di minuti giocati: 45 vs Virginia Tech (25 febbraio 2015)

### NBA

#### Regular Season
| Anno      | Squadra            | PG  | PT  | MP   | TC%  | 3P%  | TL%  | RP  | AP  | PRP | SP  | PP   |
| --------- | ------------------ | --- | --- | ---- | ---- | ---- | ---- | --- | --- | --- | --- | ---- |
| 2015-2016 | Minnesota T'wolves | 37  | 0   | 15,5 | 35,9 | 30,2 | 71,8 | 1,3 | 2,9 | 0,8 | 0,1 | 4,2  |
| 2016-2017 | Minnesota T'wolves | 60  | 0   | 12,9 | 41,4 | 35,6 | 76,7 | 1,1 | 2,6 | 0,8 | 0,1 | 3,5  |
| 2017-2018 | Minnesota T'wolves | 82  | 11  | 17,9 | 45,7 | 34,9 | 87,7 | 1,6 | 2,8 | 1,2 | 0,1 | 5,1  |
| 2018-2019 | Minnesota T'wolves | 68  | 23  | 22,9 | 41,5 | 31,7 | 84,1 | 2,0 | 4,8 | 1,2 | 0,1 | 6,9  |
| 2019-2020 | Memphis Grizzlies  | 65  | 6   | 19,0 | 45,9 | 37,9 | 74,1 | 1,6 | 4,4 | 0,9 | 0,1 | 7,4  |
| 2020-2021 | Memphis Grizzlies  | 70  | 9   | 17,5 | 43,1 | 32,1 | 91,1 | 2,0 | 3,7 | 0,9 | 0,1 | 6,3  |
| 2021-2022 | Memphis Grizzlies  | 73  | 23  | 21,2 | 45,1 | 39,0 | 81,8 | 2,4 | 4,4 | 0,9 | 0,0 | 8,7  |
| 2022-2023 | Memphis Grizzlies  | 80  | 22  | 24,3 | 43,8 | 37,1 | 80,0 | 2,5 | 5,2 | 1,0 | 0,1 | 10,3 |
| 2023-2024 | Wash. Wizards      | 66  | 66  | 29,3 | 48,9 | 41,4 | 80,0 | 2,7 | 7,3 | 1,1 | 0,3 | 12,0 |
| 2024-2025 | Phoenix Suns       | 81  | 58  | 26,8 | 44,8 | 41,4 | 89,5 | 2,4 | 5,3 | 0,9 | 0,1 | 10,2 |
| Carriera  | Carriera           | 682 | 218 | 21,1 | 44,5 | 37,8 | 82,1 | 2,0 | 4,4 | 1,0 | 0,1 | 7,7  |

#### Play-off
| Anno     | Squadra            | PG | PT | MP   | TC%  | 3P%  | TL%  | RP  | AP  | PRP | SP  | PP  |
| -------- | ------------------ | -- | -- | ---- | ---- | ---- | ---- | --- | --- | --- | --- | --- |
| 2018     | Minnesota T'wolves | 4  | 0  | 13,8 | 28,6 | 0,0  | -    | 2,3 | 2,0 | 0,3 | 0,0 | 1,0 |
| 2021     | Memphis Grizzlies  | 5  | 0  | 9,4  | 35,3 | 25,0 | 100  | 1,4 | 1,2 | 0,2 | 0,0 | 3,0 |
| 2022     | Memphis Grizzlies  | 12 | 3  | 21,8 | 39,4 | 40,0 | 93,3 | 3,3 | 4,5 | 1,2 | 0,2 | 9,2 |
| 2023     | Memphis Grizzlies  | 6  | 1  | 20,0 | 30,6 | 15,8 | 66,7 | 3,0 | 3,7 | 1,3 | 0,0 | 4,5 |
| Carriera | Carriera           | 27 | 4  | 17,9 | 36,5 | 31,4 | 90,0 | 2,7 | 3,3 | 0,9 | 0,1 | 5,8 |

#### Massimi in carriera
- Massimo di punti: 28 vs Miami Heat (5 dicembre 2022)[9]
- Massimo di rimbalzi: 10 (2 volte)
- Massimo di assist: 17 vs Golden State Warriors (27 febbraio 2024)
- Massimo di palle rubate: 7 vs Phoenix Suns (26 novembre 2017)
- Massimo di stoppate: 2 (4 volte)
- Massimo di minuti giocati: 43 vs New Orleans Pelicans (5 aprile 2023)

### G League
| Anno      | Squadra        | PG | PT | MP   | TC%  | 3P%  | TL%  | RP  | AP  | PRP | SP  | PP   |
| --------- | -------------- | -- | -- | ---- | ---- | ---- | ---- | --- | --- | --- | --- | ---- |
| 2015-2016 | Idaho Stampede | 6  | 6  | 35,2 | 48,7 | 42,6 | 92,3 | 3,8 | 5,0 | 1,5 | 0,2 | 24,7 |
| Carriera  | Carriera       | 6  | 6  | 35,2 | 48,7 | 42,6 | 92,3 | 3,8 | 5,0 | 1,5 | 0,2 | 24,7 |

## Palmarès

### Squadra
- Campione NCAA: (2015)

### Individuale
- McDonald's All-American Game (2014)
- Most Outstanding Player delle Final Four: 2015